# نوک

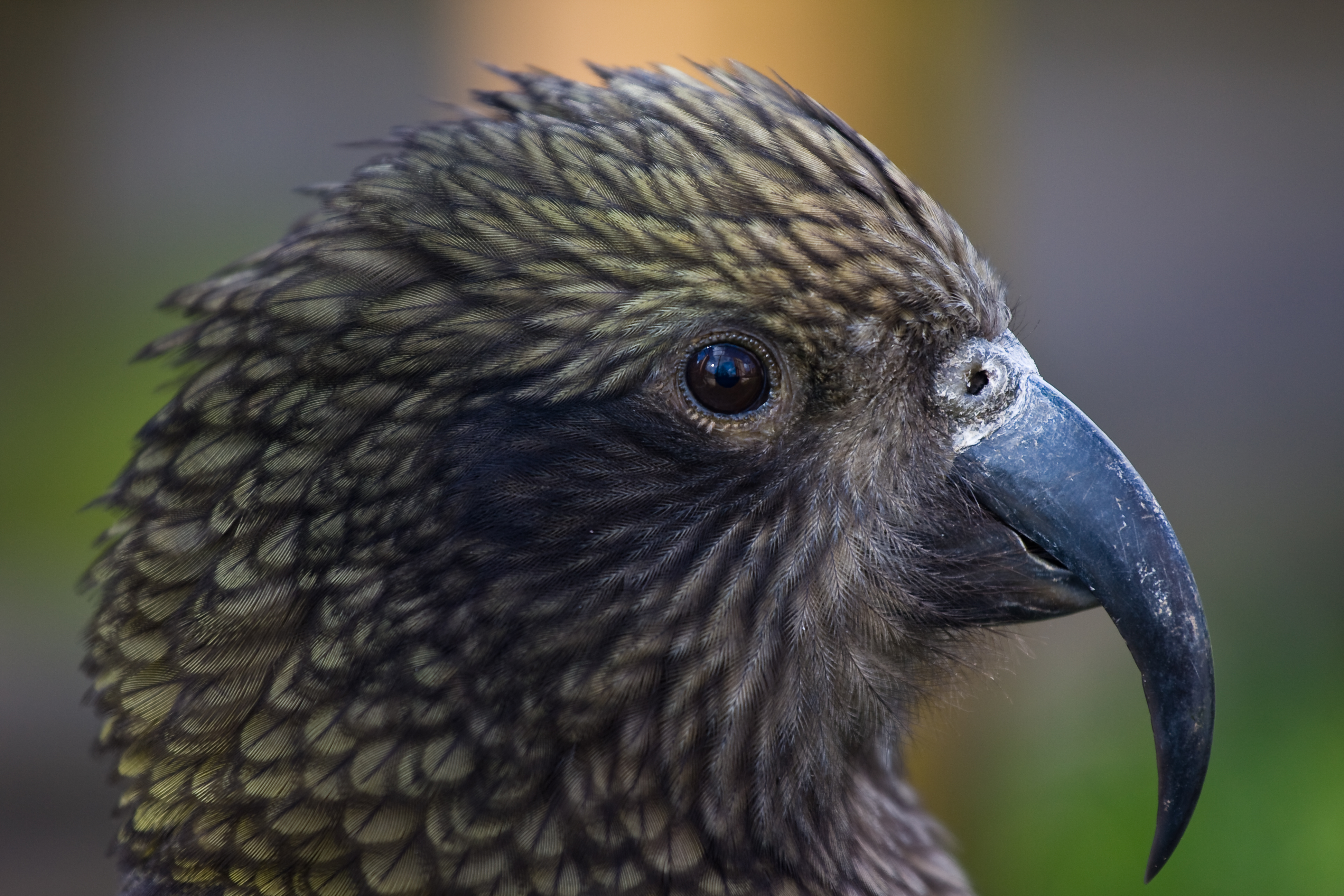
برخی از پرندگان دارای نوک (منقار) عجیب هستند

نوک یا منقار نام عضوی خارجی از بدن پرندگان و شکل تغییریافتۀ دهان آنها است که برای غذا خوردن، نظافت، جابجا کردن اشیا، کاوش برای غذا، اظهار عشق و غذا دادن به جوجه‌ها استفاده می‌شود. نوک همچنین به نوعی در بدن برخی از دایناسورها، پرنده‌ورکیان، تک‌سوراخیان، سرپایان، آب‌بازسانان، بادکنک‌ماهیان، لاک‌پشت‌ها و جانوران دیگر وجود دارد. باید یادآور شد که نوک واژه فارسی و منقار واژه عربی است.

## ساختار
هر نوک دارای دو بخش است: نیم‌نوک بالایی یا فرانوک و نیم‌نوک پایینی یا فرونوک. نوک (منقار) دارای تنوع زیادی است. نوک (منقار) از ترکیب فک بالا و فک پایین ساخته شده‌است. نوک (منقار) از استخوان ساخته شده‌است که برای حفظ وزن در حالت پرواز، معمولاً توخالی یا پرمنفذ ساخته شده‌است. سطح خارجی نوک از ماده شاخی (keratin) که مو و ناخن نیز از آن ساخته می‌شود، درست شده‌است. بین لایهٔ سخت خارجی و استخوان، رگ‌های خونی و عصبها قرار دارند. نوک (منقار) دارای دو سوراخ می‌باشد که به دستگاه تنفسی متصل می‌باشد. سوراخ‌ها معمولاً در پایهٔ نوک (قاعدۀ منقار) و در سطح بالایی قرار دارند. کیوی تنها پرنده‌ای است که سوراخ‌های بینیاش در انتهای نوکش قرار دارد. در بعضی از پرندگان سوراخ‌های بینی گوشتی می‌باشد.